# Stripklub
En stripklub er en beværtning, hvor der fast er optræden med striptease. Personen, der udfører striptease, kaldes en stripper. 